# Fox Theatre (Atlanta)
El Fox Theatre (a menudo promocionado como el Fabulous Fox) es un antiguo «palacio del cine» y actualmente una sala de artes escénicas situada en el 660 de Peachtree Street NE en Midtown Atlanta (Georgia, Estados Unidos) y la pieza central del distrito histórico del Fox Theatre.
El teatro fue concebido originalmente como parte de un gran templo de los Shriners, como demuestra su arquitectura islámica. El auditorio, con 4665 asientos, fue desarrollado finalmente como una lujosa sala de cine de la cadena Fox Theatres, inaugurada en 1929. En la actualidad, alberga una multitud de eventos culturales y artísticos, incluidas las representaciones anuales de El cascanueces por parte del Ballet de Atlanta, un festival de cine de verano y actuaciones de espectáculos de Broadway por parte de compañías nacionales de gira. El edificio también acoge ocasionalmente conciertos de artistas populares.

## Elementos arquitectónicos

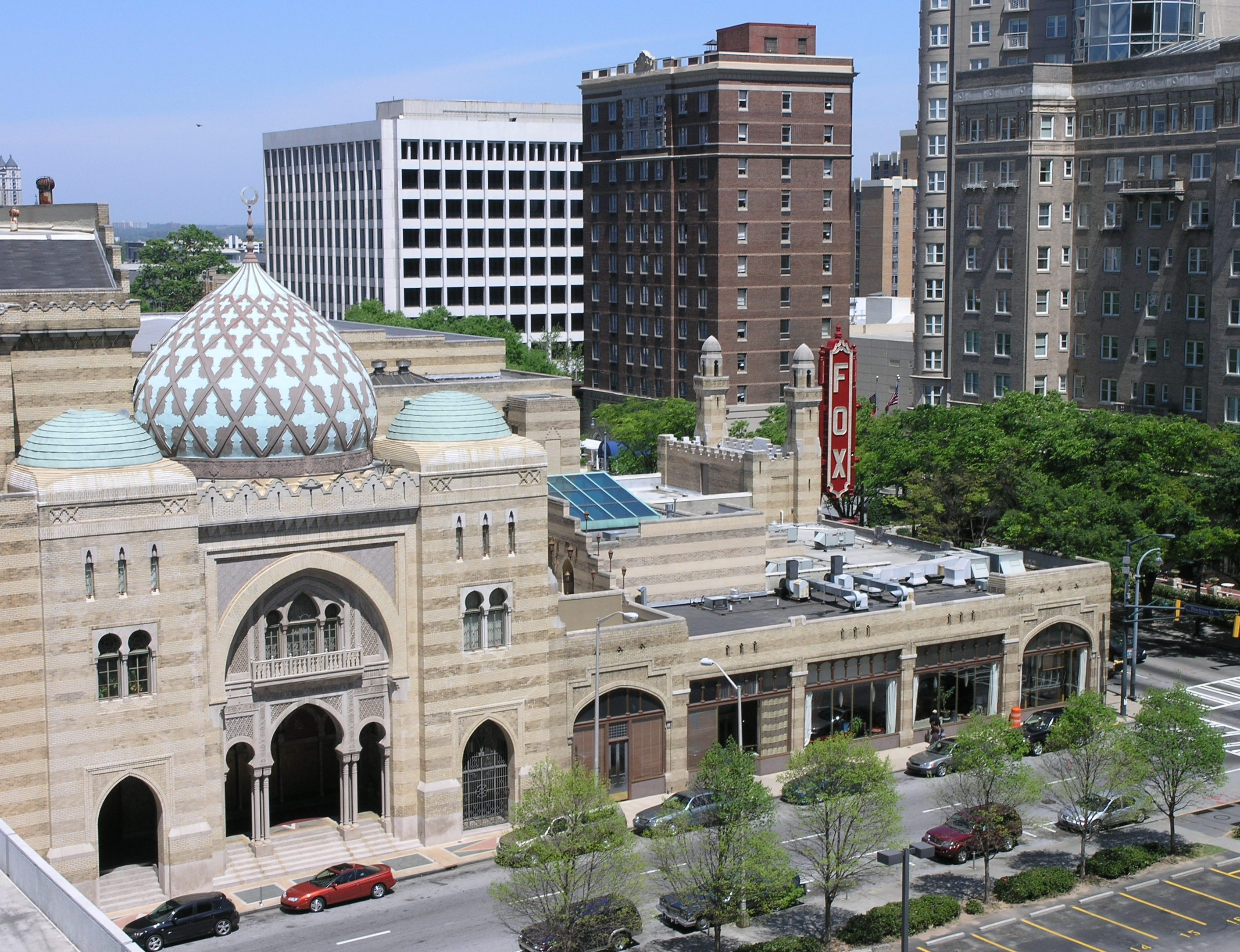
Vista desde un edificio cercano mostrando algunos elementos arquitectónicos notables del Fox Theatre.

Cuando el Fox Theatre fue inaugurado por primera vez, un periódico local afirmó que tenía «una grandeza pintoresca y casi inquietante fuera de la imaginación». En la actualidad sigue siendo un lugar que impresiona a los asistentes al teatro. El arquitecto principal del proyecto fue Olivier Vinour del estudio Marye, Alger and Vinour.
La arquitectura y decoración original del Fox se puede dividir en dos estilos arquitectónicos: islámico (exterior del edificio, auditorio, gran salón, salón de caballeros en el entresuelo y salón de damas en la planta baja) y neoegipcio (salón de baile egipcio, salón de damas en el entresuelo y salón de caballeros en la planta baja). El auditorio, con 4665 asientos, que fue diseñado para películas y actuaciones en directo, replica un patio árabe, adornado con 96 «estrellas» de cristal incrustadas en su techo (un tercio de las cuales centellean) y una proyección de nubes que se desplazan lentamente por este «cielo nocturno». El antiguo rumor que sostenía que una de estas estrellas era un trozo de una botella de Coca-Cola se confirmó en junio de 2010, cuando dos miembros del equipo de restauración del teatro llevaron a cabo una búsqueda desde el interior del ático que se encuentra sobre el techo del auditorio.
El salón de baile egipcio fue diseñado inspirándose en un templo de Ramsés II en Karnak, mientras el salón de damas en el entresuelo contiene una réplica de la silla del trono de Tutankamón y tocadores con pequeñas esfinges. Las secciones de estilo islámico contienen varias fuentes de ablución, que actualmente se mantienen secas.
Por todo el Fox se hace un extenso uso del trampantojo: las vigas aparentemente de madera son en realidad de escayola, la pintura que parece pan de oro no lo es, la pintura e iluminación de las diferentes zonas hacen que parezca que reciben luz natural del exterior, los ornamentados hogares nunca fueron diseñados para tener chimeneas que funcionen, y lo que parece ser una carpa beduina gigante en el auditorio es una estructura de escayola y barras de acero diseñada para ayudar a canalizar el sonido hasta el balcón más lejano.
El Fox Theatre ofrece visitas turísticas regulares del interior del edificio.

## Historia
Diseñado originalmente como el Templo Shriner Yaarab, la sede central de una organización Shriner con unos cinco mil miembros, los 2.75 millones de dólares que costaría el proyecto superaban el presupuesto de los Shriners, por lo que alquilaron el auditorio al magnate del cine William Fox, quien en esa época estaba construyendo teatros por todo el país. El teatro fue inaugurado el 25 de diciembre de 1929, solo dos meses después del crack del mercado de valores y el inicio de la Gran Depresión. Una semana más tarde, en el día de Año Nuevo, los Shriners inauguraron su nueva «mezquita» en su parte del edificio, que contenía oficinas ejecutivas, un gran salón, un salón de baile o de banquetes, una cocina, un sala de ensayos y vestuarios. Bajo los términos del acuerdo, los Shriners siguieron siendo inquilinos que pagaban un alquiler hasta 1949.

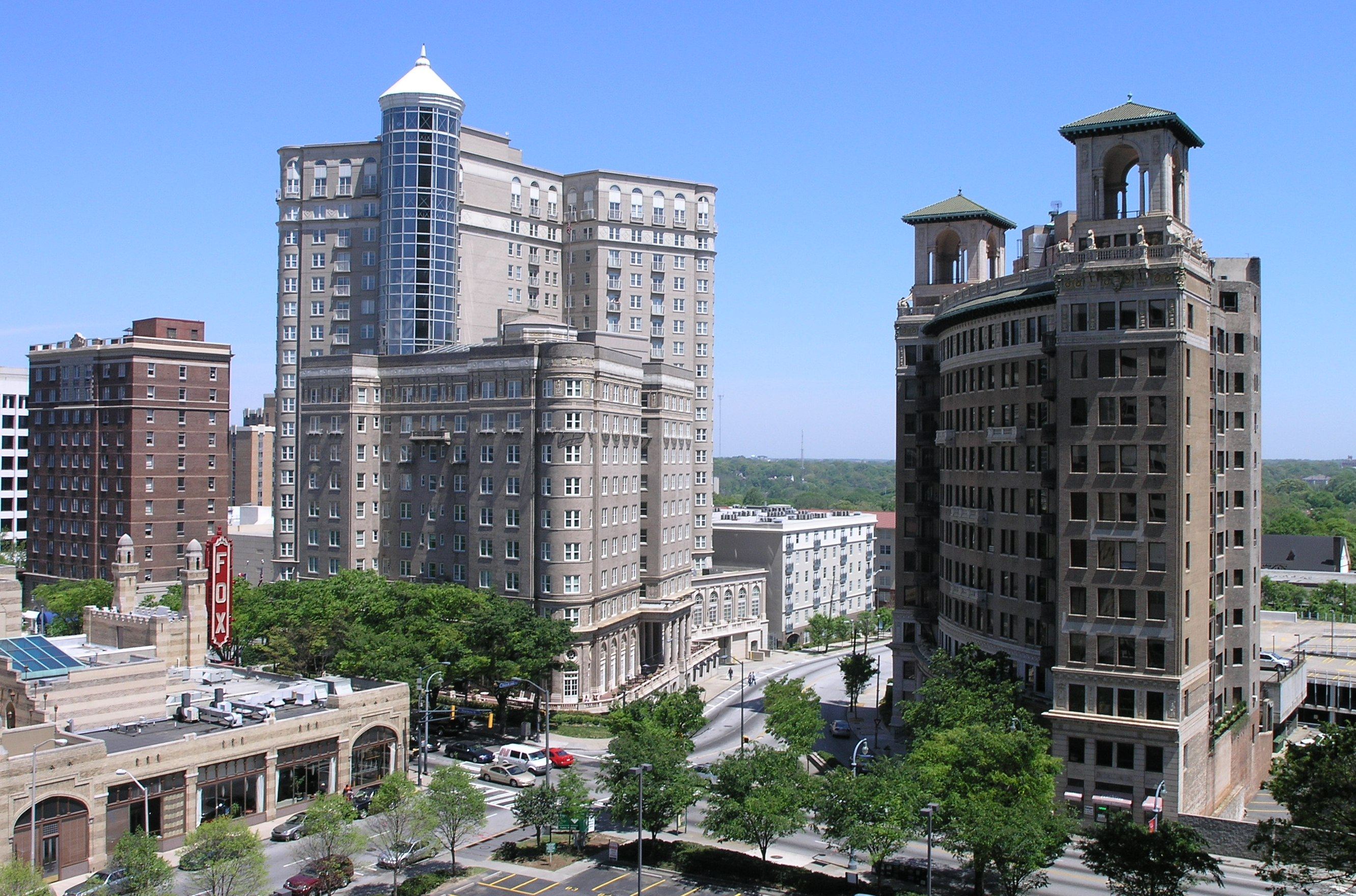
El Fox Theatre en primer plano, con el Cox-Carlton Hotel y el Georgian Terrace Hotel al fondo y los Ponce de Leon Apartments a la derecha.

De acuerdo con el Servicio de Parques Nacionales, «el Fox Theatre cerró solo 125 semanas después de su inauguración. Los miembros del Templo Yaarab no podían hacer frente a los pagos de su hipoteca y, en 1932, William Fox estaba en bancarrota.» Después de que la hipoteca fuera ejecutada en diciembre de 1932, todo el complejo fue adquirido conjuntamente por Paramount Pictures y Lucas & Jenkins, una empresa de Georgia que era propietaria de cien teatros.
En 1939, la película más asociada con Atlanta y el Sur profundo, Lo que el viento se llevó, fue estrenada en el Loew's Grand Theatre (actualmente demolido) en lugar del Fox. Aunque la película fue producida por Selznick International, fue distribuida por Loew's Incorporated como consecuencia de un acuerdo con su estudio rival Metro-Goldwyn-Mayer. El desfile para el estreno de la película, que recorrió Peachtree Street, empezó casualmente frente al Fox porque el elenco de la película se alojaba al otro lado de la calle, en el Georgian Terrace Hotel.
Durante la década de 1940, el Fox adquirió una administración sólida y se convirtió en una de las mejores salas de cine de Atlanta. En estos años, el salón de baile egipcio se convirtió en el dance hall público más popular de la ciudad y albergó a todas las big bands y grupos de música country & western importantes de la época. Entonces era notable por ser el único teatro de Atlanta que aceptaba clientes tanto blancos como negros. No obstante, había una taquilla, una entrada y unos asientos separados para negros; todavía se conserva el muro de segregación en el centro del segundo nivel de la grada, al igual que las ventanas inutilizadas «de color» en la taquilla de la entrada trasera. Estos elementos se han dejado en su lugar por motivos históricos y educativos. El teatro fue integrado en 1962.

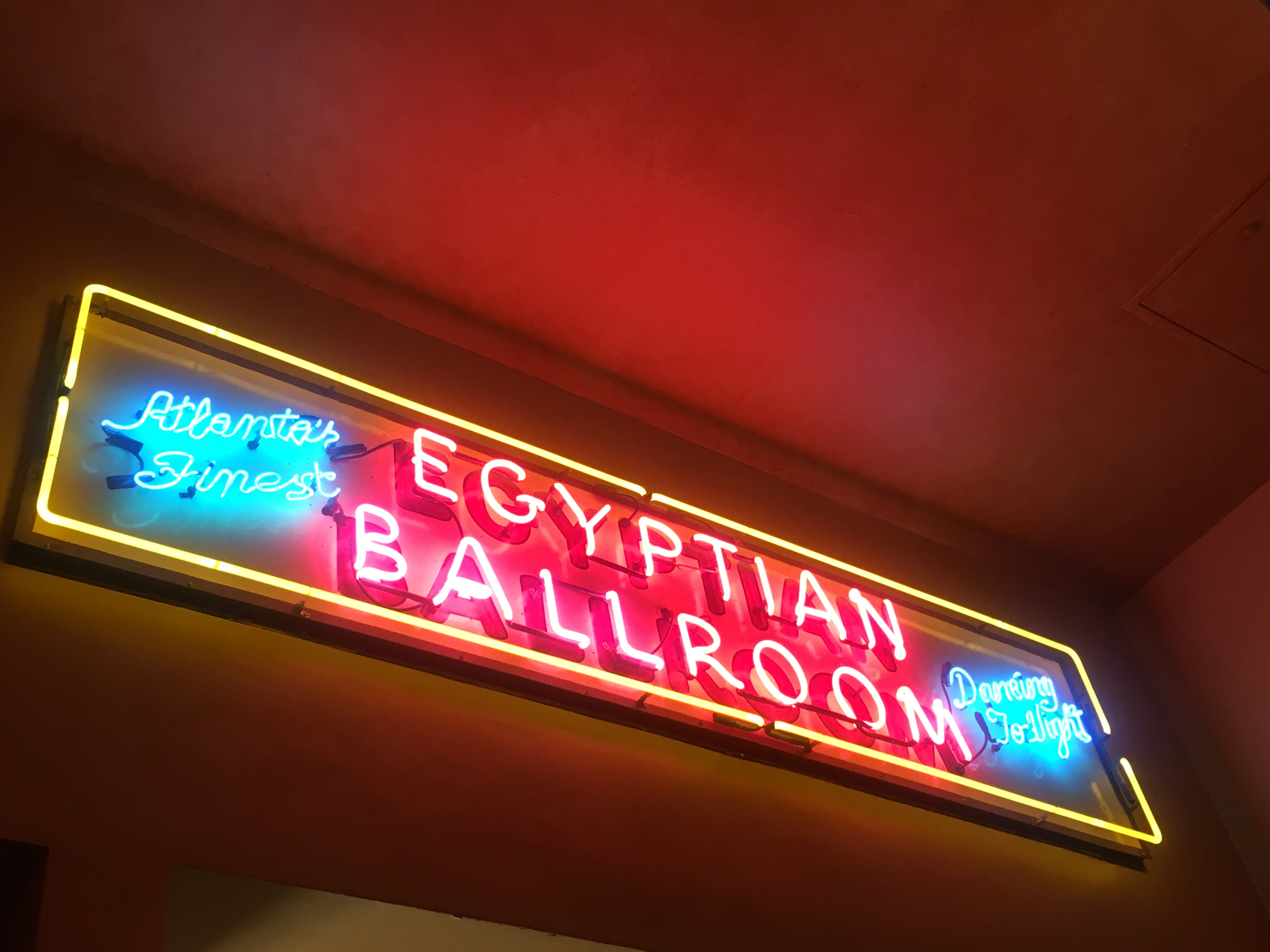
Entrada al salón de baile egipcio del Fox Theatre.

Durante la década de 1970, varios elementos confluyeron para provocar la decadencia del Fox: el éxodo de la población blanca, el auge de los múltiplex suburbanos y los cambios en la manera en que se distribuían las películas. En 1974, Southern Bell, la división regional de AT&T, contactó a los propietarios del teatro con una oferta para comprarlo con la intención de demolerlo y construir en su lugar el edificio de aparcamiento de sus nuevas oficinas centrales. Se formó un grupo para salvar al teatro y este fue incluido en el Registro Nacional de Lugares Históricos en mayo de 1974. La consiguiente campaña de protesta pública, en la que participaron artistas como Liberace y Lynyrd Skynyrd (que grabó su primer álbum en directo en el teatro, donde debutó Steve Gaines, el sustituto del guitarrista Ed King), entre otras celebridades, hicieron que la ciudad se negara a emitir la licencia de obra para la demolición. Finalmente, se negoció un complicado acuerdo que evitó la demolición del Fox. El Southern Bell Building (actual Tower Square) se construyó en un solar adyacente al oeste del teatro, junto con la estación de North Avenue del Metro de Atlanta, y su aparcamiento se construyó en el extremo norte de la parcela, en la esquina de West Peachtree Street con la calle 3. El Departamento del Interior de los Estados Unidos designó al Fox como un Hito Histórico Nacional el 26 de mayo de 1976, mencionando su singularidad arquitectónica.
Después de que el Fox fuera salvado de la demolición, se emprendió un largo y costoso proceso de restauración. Gran parte de la decoración original había sobrevivido, y se crearon nuevas piezas con la ayuda de fotografías antiguas. En la actualidad, el Fox se presenta tal como fue inaugurado, con la incorporación de algunos elementos que estaban en el proyecto original, pero que tuvieron que ser descartados en la década de 1920 debido a las limitaciones presupuestarias. También se han llevado a cabo otros cambios para hacer que el edificio cumpla con los actuales códigos de seguridad.

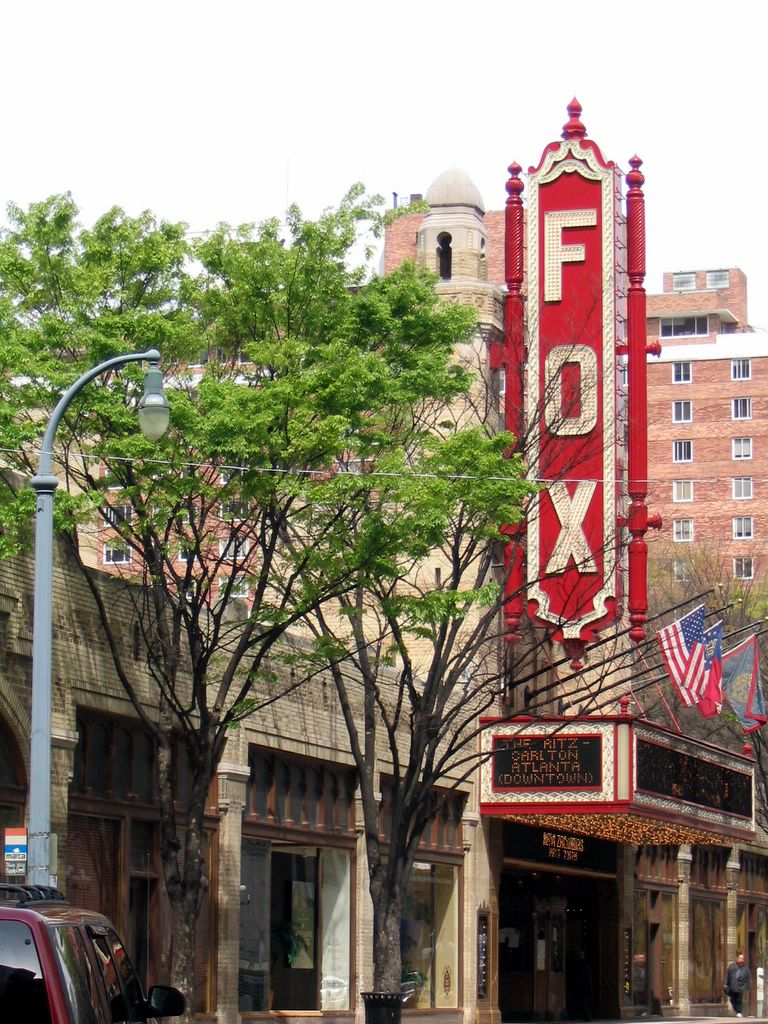
El Fox Theatre, mirando hacia el noroeste.

Actualmente, el Fox es el único palacio del cine que se conserva en Atlanta. El Loew's Grand, el Martin Cinerama, el Georgia Cinerama, el Paramount Theater y el Roxy Theater, todos ellos antiguos palacios del cine famosos de Atlanta, han desaparecido, y otros que abrieron en la década de 1960 se han transformado en múltiplex desde entonces. El Fox Theatre, actualmente gestionado por la organización sin ánimo de lucro Atlanta Landmarks, Inc., alberga una multitud de eventos culturales y artísticos, incluidas las representaciones anuales de El cascanueces por parte del Ballet de Atlanta, un festival de cine de verano y actuaciones de espectáculos de Broadway por parte de compañías nacionales de gira. Debido a sus orígenes como una sala de cine, el Fox tiene un escenario poco profundo para los estándares teatrales y no puede —sin alteraciones extensas, pero temporales— acomodar algunas de las piezas de decorado utilizadas en los modernos espectáculos a gran escala como El rey león o Miss Saigón.
En junio de 2006, el teatro instaló un sistema de proyección de vídeo de cine digital que costó 130 000 dólares, que fue estrenado con una proyección de Las Crónicas de Narnia: El león, la bruja y el armario el 26 de junio, parte del festival de cine de verano. Los sing-alongs que preceden a cada función todavía son proyectados por el proyector Brenograph que fue instalado en 1929.
El salón de baile egipcio y el gran salón son alquilados regularmente para eventos corporativos y privados, incluidos banquetes, recaudaciones de fondos, bodas, ferias comerciales y convenciones. Ambos son también lugares populares para celebrar los bailes de graduación de muchas escuelas secundarias de la zona. En particular, el Oxford College de la Universidad Emory celebra su baile anual de otoño en el salón de baile egipcio.

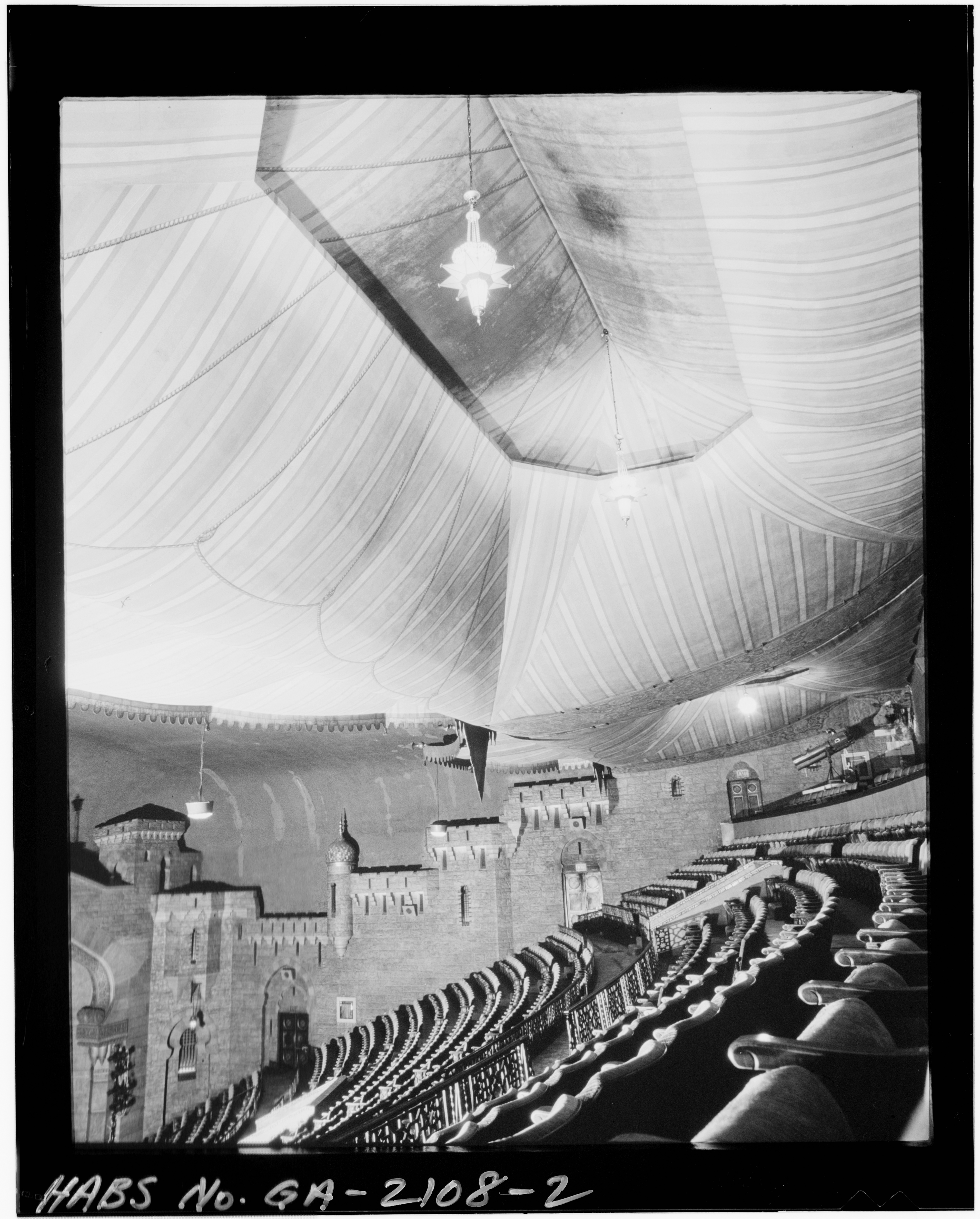
Interior del Fox con la carpa beduina en el techo del auditorio.

Desde que Atlanta Landmarks asumió su gestión en 1975, el Fox ha generado un beneficio operativo todos los años. Unas 750 000 personas lo visitan cada año. En el teatro se produjo la última actuación de Prince una semana antes de su muerte el 21 de abril de 2016. En mayo de 2017, el líder de la Aquarium Rescue Unit, Bruce Hampton, murió después de sufrir un ataque cardíaco y desplomarse en el escenario del Fox durante un concierto que celebraba su 70.º cumpleaños.
El 2 de febrero de 2019, el Fox albergó los NFL Honors antes de la Super Bowl LIII, que se celebró en el Mercedes-Benz Stadium de la ciudad.
Elvis Presley actuó en el Fox Theatre en 1956, Bruce Springsteen lo hizo en 1976, 1978 y 1996, Bob Marley & The Wailers actuaron allí el 12 de diciembre de 1979 como parte de su Survival Tour, Pearl Jam actuó allí en 1994 y los Rolling Stones, en 1981. En el Fox han actuado músicos de Georgia como los Allman Brothers en 1980, Ray Charles en 1983, James Brown en 1985, R.E.M. en 1989, los B-52's en 1989 y 2022, los Black Crowes en 1992, Alan Jackson en 1992, Widespread Panic en 1993, Collective Soul en 1996, Jeff Foxworthy en 2001, Outkast en 2001, las Indigo Girls en 2004, la Zac Brown Band en 2009 (publicado en el álbum en directo Pass the Jar), Monica en 2010, Mastodon en 2017, la Manchester Orchestra en 2018, Drivin' N' Cryin' con los Drive-By Truckers en 2019, Blackberry Smoke en 2019, Travis Tritt en 2019 y The Georgia Satellites en 2022.
El 17 de septiembre de 2024, el Fox Theatre albergó Jimmy Carter 100: A Celebration in Song, un concierto para celebrar el 100.º cumpleaños del expresidente Jimmy Carter. El evento fue producido por el Carter Center y contó con la participación de músicos y celebridades.

## The Mighty Mo
El Fox tiene un órgano con cuatro manuales (o teclados) y cuarenta y dos rangos apodado The Mighty Mo («el poderoso Mo»). Fue fabricado a medida para el Fox por M. P. Möller, Inc. en 1929 en Hagerstown (Maryland). Con 3622 tubos, es el segundo órgano de teatro más grande del país, por detrás del Wurlitzer en el Radio City Music Hall de Nueva York, y fue el instrumento de teatro más grande fabricado por Möller.

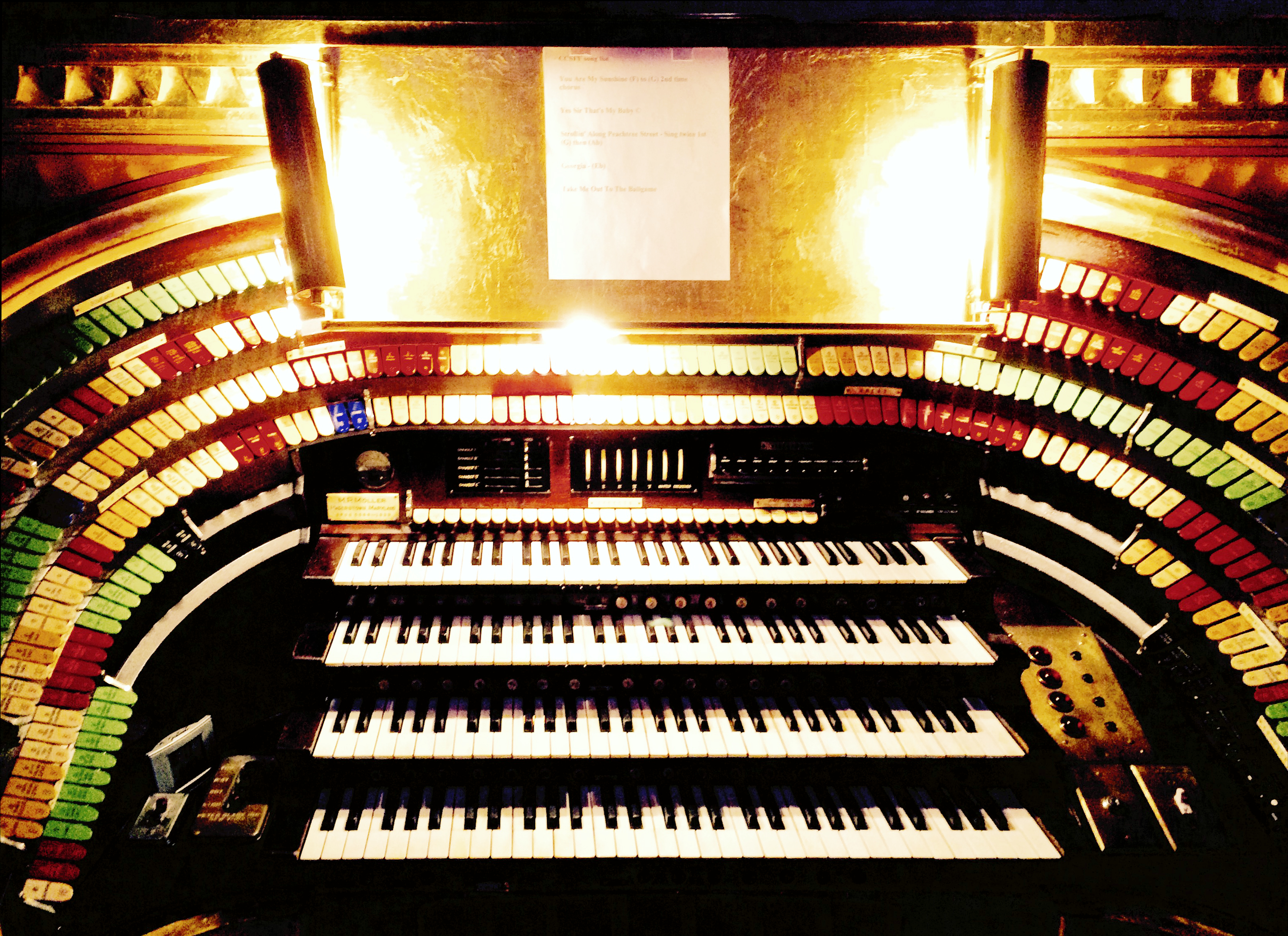
La consola del Mighty Mo (opus 5566, fabricado en 1929).

Como un verdadero órgano de teatro, en oposición a un órgano de iglesia, el Mighty Mo tiene tubos que oscilan en tamaño desde casi 10 metros de altura hasta el tamaño de un pequeño bolígrafo, y está diseñado para imitar los sonidos de una orquesta completa. Además de los tubos, también tiene una marimba, un xilófono, un glockenspiel, tambores, cascabeles, un gong e incluso un gran piano de 1.8 metros (originalmente del órgano Kilgen en el Piccadilly Theatre de Chicago), además de una gran variedad de efectos de sonido de cine mudo como varias bocinas de automóviles, efectos de truenos y lluvia, silbidos de pájaros, etc. El órgano es singular para ser un órgano de teatro porque incluye doce filas de tubos para un órgano de iglesia, en la conocida como la división «etérea». Por tanto, el órgano puede ser tocado como un órgano de iglesia además de como un órgano de teatro. Es digno de mención que el Mighty Mo está entre la menguante lista de instrumentos que siguen instalados en los teatros para los que fueron diseñados.
Larry Douglas Embury fue el organista residente del teatro desde 2002 hasta su muerte en febrero de 2016. En ese cargo presidió el Mighty Mo en las actuaciones del festival de cine de verano del Fox y en la producción anual del Ballet de Atlanta de El cascanueces. En septiembre de 2002, albergó «Fox at the Fox», un concierto en conmemoración del 22.º aniversario de la muerte del gran organista de conciertos Virgil Fox. Fox había dado una famosa serie de conciertos denominada «Fox at the Fox» con el Mighty Mo en el Fox Theatre en la década de 1970.

## Residencia privada

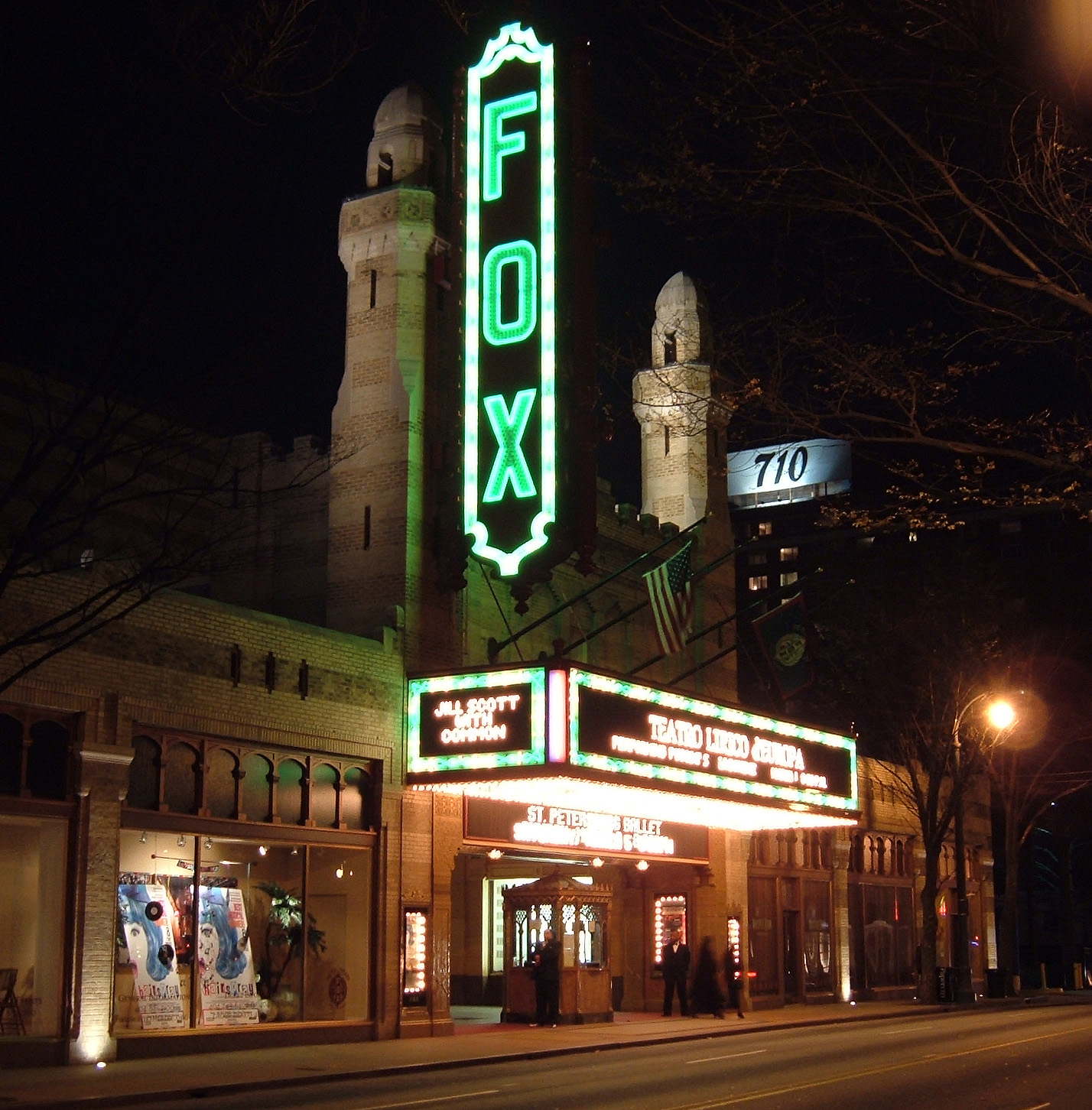
El teatro iluminado por la noche.

El Fox también contiene un apartamento de 338 m² que sirvió como la residencia privada de Joe Patten, quien fue el director técnico del teatro desde 1974 hasta 2004. A Patten, que nació en 1927 y murió el 7 de abril de 2016, se le concedió un alquiler gratuito vitalicio del apartamento. Patten se implicó por primera vez con el Fox cuando se ofreció como voluntario para restaurar su órgano Möller. Posteriormente, fue instrumental en el movimiento para salvar al Fox de la demolición. El apartamento ocupa espacio utilizado previamente como oficinas por los Shriners, que habían construido el Fox como un lugar de reunión. Las paredes del apartamento tienen entre dos y tres pies de grosor, y un pasadizo conduce desde el dormitorio hasta una antigua plataforma de focos de luz sobre el auditorio. Una entrada separada proporciona un acceso directo desde la calle.
A la presencia de Patten se le atribuye haber salvado al Fox de un incendio en abril de 1996. El incendio, que se desató antes del amanecer en el cableado del ático, causó daños por valor de 2 millones de dólares. El daño seguramente habría sido mayor si Patten no se hubiera encontrado en el edificio para llamar a los bomberos, según Alan Thomas, presidente de Atlanta Landmarks, la organización sin ánimo de lucro que gestiona el Fox.
Atlanta Landmarks no tenía ningún plan definitivo sobre cómo utilizaría el apartamento después de la muerte de Patten. Thomas afirmó que podrían usarlo como vestuarios o salas de ensayo, pero que era poco probable que dejaran vivir allí a nadie más. El 30 de agosto de 2010, medios de comunicación locales informaron de una disputa entre Patten y Atlanta Landmarks. Patten afirmó que estaba siendo desahuciado de su apartamento por el grupo que ayudó a fundar. Por su parte, la junta de Atlanta Landmarks expresó en una declaración pública su intención de elaborar un nuevo contrato de arrendamiento que abordara las necesidades de salud de Patten y afirmó que seguía siendo bienvenido para vivir en el apartamento.